# José Ribera y Sans
José Ribera y Sans (Tivisa, 1852-Madrid, 1912) fue un médico español, miembro de número de la Real Academia Nacional de Medicina.

## Biografía
Nacido en la localidad tarraconense de Tivisa el 18 de febrero de 1852, fue doctor en Medicina, catedrático de Terapéutica en la Universidad Central de Madrid e individuo de la Real Academia Nacional de Medicina. Autor de diversas obras científicas, también ejerció como director facultativo del Hospital del Niño Jesús. Colaboró en publicaciones como la Revista de Medicina y Cirugía Prácticas (1898). Falleció en 1912, el día 8 de enero, en su domicilio del 133 de la madrileña calle de Atocha.